# Ховрах довгохвостий
Ховрах довгохвостий (Urocitellus undulatus) — гризун з родини Вивіркові (Sciuridae), один з представників роду Urocitellus. Диплоїдний набір хромосом: 32.

## Опис
Має короткі ноги і довгий пухнастий хвіст. Довжина тіла до 315 мм, хвоста — 160 мм. Забарвлення спини вохристо-буре, голова темніша. Світлі невеликі плями покривають все тіло. Забарвлення черева й боків іноді досить яскраве, вохристо-червонувате. Хвіст темний (від спини), чорно-сіруватий, з помітною, світлою смугою з краю.

## Середовище проживання
Країни поширення: Китай (Хейлунцзян, Сіньцзян), Казахстан, Монголія, Росія. Мешкає в напівпустельних і степових місцях існування уздовж краю лісу. У Китаї знайдений в тонко лісистій савані й трав'янистих степах, що межують з пустелею Гобі.

## Спосіб життя
Живе колоніями в лабіринтах нір. Нори 8-13 см в діаметрі і оточений великим курганом з ґрунту (до 2 м в діаметрі і 40 см у висоту). Активний удень, хоча найактивніший на світанку і в сутінках. Дієта складається із зелені і насіння, але також комах. Перед сплячкою робить запас рослинності, який використовує при наступному збудженні. Зимує з жовтня до кінця березня / середини квітня. Відтворення відбувається раз на рік навесні, приплід 3-9 дитинчат з'являється після 30 дня вагітності. Статева зрілість приходить на другий рік.

## Загрози та охорона
Полювання на міжнародну торгівлю шкурами колись була на високому рівні, в період між 1958 і 1960 року, як було підраховано,  близько 400-550 тис. осіб були вбиті за рік. Ця діяльність, як тепер вважають, припинилась, і ніяких інших серйозних загроз нема нині.